# 가음면
가음면(佳音面)은 대한민국 경상북도 의성군의 면이다. 넓이는 41.54km2이고, 인구는 2012년 기준으로 1,588명이다.

## 행정 구역
- 가산리
- 귀천리
- 순호리
- 양지리
- 이리
- 장리
- 현리리

## 같이 보기
- 의성군
- 가음 단층